# Туурна, Арно
Отто Арно Туурна (фин. Otto Arno Tuurna, до 1935 года Тунеберг, швед. Thuneberg, 12 августа 1894, Лохья, Великое княжество Финляндское — 10 мая 1976, Хельсинки, Финляндия) — финский политический деятель, мэр города Выборга с 1928 по 1944 год (официально до 1948 года), в 1939—1959 — депутат Эдускунты от Национальной коалиции. Также одно время был членом Хельсинкского горсовета и Хельсинкской горадминистрации. Долгое время возглавлял комитет экономики и права, а также комитет по делам обороны при Эдускунте. Кроме того, Туурна был первым человеком Финляндии, получившим звание градоначальника.

## Биография
Отто Арно Тунеберг родился в 1894 году в Лохья в финско-шведской семье. Его отцом был камрер Карл Тунеберг, матерью — Ингеборг Мария Сёдерман. Став в 1912 году студентом, Тунеберг одновременно начал подрабатывать клерком в главном офисе Банка Финляндии. Тогда же он становится активистом Егерского движения. Участвовал в Гражданской войне. В 1922 году поступил в военное училище. В это же время он принимал участие в ряде финно-угорских организаций, таких как Восточно-карельский комитет; позднее был членом правления Карельского союза (фин. Karjalan liitto). Кроме того, Арно Тунеберг работал в выборгской газете «Карьяла» (Карелия), затем в течение 38 лет был членом правления газетного объединения, из которых 15 лет был его председателем.
В 1924 году подал в отставку с военной службы в чине капитана. В 1942 году получил звание майора.
В 1920 году Тунеберг женился на Сиркку Сааре Инкери Халленберг, дочери коммерции советника Юхо Халленберга и Анны Ряйккёнен, происходившей из крестьянской семьи. Родилась она 12 августа 1901 года в окрестностях Выборга. У супругов родилось двое детей, сын Ханну и дочь Майя.